# رولاند کلاوز
رولاند کلاوز (انگلیسی: Roland Clauws; ۶ دسامبر ۱۹۳۳ – ۱۳ آوریل ۲۰۰۴) بازیکن فوتبال اهل فرانسه بود.
از باشگاه‌هایی که در آن بازی کرده‌است می‌توان به باشگاه فوتبال لانس و باشگاه فوتبال لیل اشاره کرد.